# São Miguel do Tapuio (kommun)
São Miguel do Tapuio är en kommun i Brasilien.   Den ligger i delstaten Piauí, i den östra delen av landet, 1 300 km nordost om huvudstaden Brasília. Antalet invånare är 18 149.
Följande samhällen finns i São Miguel do Tapuio:
- São Miguel do Tapuio

Omgivningarna runt São Miguel do Tapuio är huvudsakligen savann. Runt São Miguel do Tapuio är det mycket glesbefolkat, med 3 invånare per kvadratkilometer.